# Kushinagar
Kushinagar, Kusinagara ou Cussínara é uma cidade do distrito homônimo, no estado de Uttar Pradesh, na Índia. É reverenciado pelos budistas por ter sido o local onde morreu Sidarta Gautama, o fundador da religião, por volta do ano 483 a.C.